# Barry Ackroyd
Barry Ackroyd, född 1954, är en brittisk filmfotograf.

## Filmografi (i urval)
- 2006 – United 93
- 2008 – The Hurt Locker
- 2013 – Captain Phillips

## Priser och utmärkelser
- European Film Award för bästa fotograf, för Frihetens pris,  2006[2]
- BAFTA Award för bästa foto, för The Hurt Locker,  21 februari 2010[3]

[Redigera Wikidata]